# جان مارتین (خواننده)
جان مارتین لیندستروم (انگلیسی: John Martin؛ زادهٔ ۲۲ اوت ۱۹۸۰) خواننده و ترانه‌نویس اهل سوئد است. وی بیشتر به دلیل همکاری با سوئدیش هاوس مافیا شهرت دارد. او در سال ۲۰۱۰ با تاینی تمپا همکاری و نخستین ترانه خود را منتشر شد. وی از سال ۲۰۱۰ میلادی تاکنون مشغول فعالیت بوده‌است.